# بنيامين ريتشارد سيفيلتي
بنيامين ريتشارد سيفيلتي(بالإنجليزية: Benjamin Richard Civiletti)‏ (من مواليد 17 يوليو 1935) نائب عام الولايات المتحدة الأمريكية ما بين عامي 1979 و1981، هو أول أمريكي من أصل إيطالي يشغل منصب النائب العام. وهو شريك كبير سابق في مكتب محاماة «فينابل» بواشنطن العاصمة، ، حيث تخصص في التقاضي والتحقيقات التجارية، وفي عام 2005 أصبح أول محامي أمريكي يتقاضى 1000 رمز الدولار للساعة. 